# John Chambers (Manager)

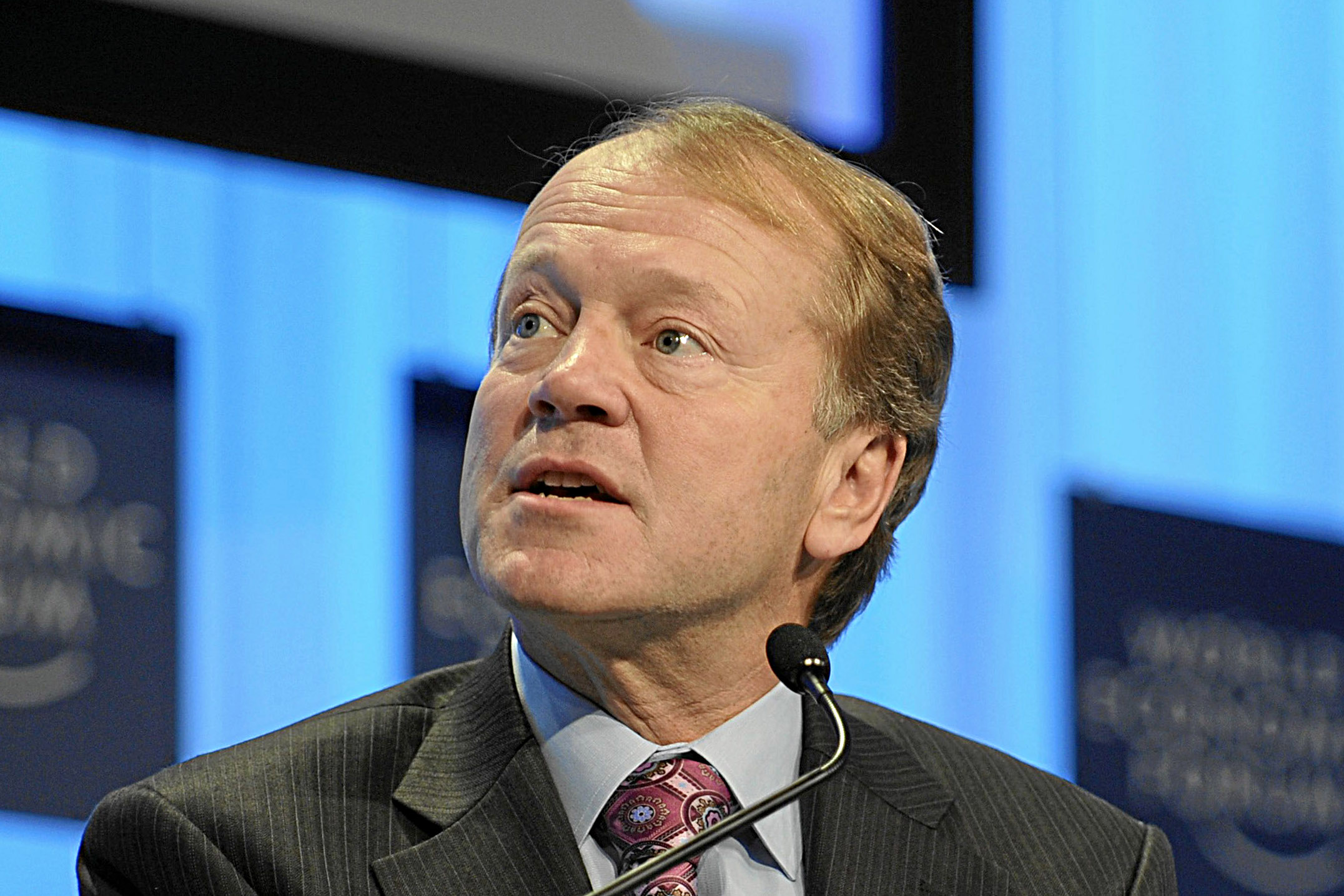
Chambers während des WEFs 2010

John T. Chambers (* 23. August 1949 in Cleveland) ist ein US-amerikanischer Manager und ist seit 2006 Chairman des Unternehmens Cisco Systems, Inc. Von 1995 bis 2015 war er zusätzlich CEO des Unternehmens.
Chambers studierte an der West Virginia University. Dort erlangte er 1971 einen Abschluss in Wirtschaftswissenschaften, 1974 in Rechtswissenschaften. An der Indiana University erlangte er 1975 einen Abschluss als Master of Business Administration in Finanz- und Verwaltungswirtschaft. Von 1976 bis 1982 war er bei IBM, von 1982 bis 1990 bei den Wang Laboratories tätig. Chambers begann 1991 bei Cisco als Senior Vice President, er war zunächst für den weltweiten Vertrieb zuständig. Seit 1995 stieg der jährliche Umsatz von 1,2 Mrd. US-Dollar auf aktuell rund 48 Mrd. US-Dollar. Im Juli 2015 gab John Chambers nach 20 Jahren den Posten des Chief Executive Officer ab und wurde exekutiver Verwaltungsratsvorsitzender. Sein Nachfolger wurde Chuck Robbins.
Er hat für den amerikanischen Präsidenten Bill Clinton in einem Ausschuss für Handelsfragen mitgearbeitet. Die Amtsübernahme von George W. Bush hat er als Mitarbeiter begleitet, ihn in einem Ausschuss für Bildungsfragen und zuletzt als Vizepräsident eines Ausschusses zum Schutz nationaler Infrastruktur (National Infrastructure Advisory Council, NIAC) beraten.
Im Jahr 2000 wurde Chambers Mitglied der American Academy of Arts and Sciences.